# Classement du championnat du monde des pilotes de Formule 1 de 1990 à 1999
Liste, par année, des pilotes de Formule 1 classés parmi les dix premiers du championnat du monde.

## 1990
| Classement | Pilotes            | Pays        | Écuries           | Points inscrits |
| ---------- | ------------------ | ----------- | ----------------- | --------------- |
| 1er        | Ayrton Senna       | Brésil      | McLaren-Honda     | 78              |
| 2e         | Alain Prost        | France      | Ferrari           | 71 (73)         |
| 3e         | Nelson Piquet      | Brésil      | Benetton-Ford     | 43 (44)         |
| 4e         | Gerhard Berger     | Autriche    | McLaren-Honda     | 43              |
| 5e         | Nigel Mansell      | Royaume-Uni | Ferrari           | 37              |
| 6e         | Thierry Boutsen    | Belgique    | Williams-Renault  | 34              |
| 7e         | Riccardo Patrese   | Italie      | Williams-Renault  | 23              |
| 8e         | Alessandro Nannini | Italie      | Benetton-Ford     | 21              |
| 9e         | Jean Alesi         | France      | Tyrrell-Ford      | 13              |
| 10e        | Ivan Capelli       | Italie      | Leyton House-Judd | 6               |

## 1991
| Classement | Pilotes           | Pays        | Écuries          | Points inscrits |
| ---------- | ----------------- | ----------- | ---------------- | --------------- |
| 1er        | Ayrton Senna      | Brésil      | McLaren-Honda    | 96              |
| 2e         | Nigel Mansell     | Royaume-Uni | Williams-Renault | 72              |
| 3e         | Riccardo Patrese  | Italie      | Williams-Renault | 53              |
| 4e         | Gerhard Berger    | Autriche    | McLaren-Honda    | 43              |
| 5e         | Alain Prost       | France      | Ferrari          | 34              |
| 6e         | Nelson Piquet     | Brésil      | Benetton-Ford    | 26,5            |
| 7e         | Jean Alesi        | France      | Ferrari          | 21              |
| 8e         | Stefano Modena    | Italie      | Tyrrell-Honda    | 10              |
| 9e         | Andrea De Cesaris | Italie      | Jordan-Ford      | 9               |
| 10e        | Roberto Moreno    | Brésil      | Benetton-Ford    | 8               |

## 1992
| Classement | Pilotes            | Pays        | Écuries              | Points inscrits |
| ---------- | ------------------ | ----------- | -------------------- | --------------- |
| 1er        | Nigel Mansell      | Royaume-Uni | Williams-Renault     | 108             |
| 2e         | Riccardo Patrese   | Italie      | Williams-Renault     | 56              |
| 3e         | Michael Schumacher | Allemagne   | Benetton-Ford        | 53              |
| 4e         | Ayrton Senna       | Brésil      | McLaren-Honda        | 50              |
| 5e         | Gerhard Berger     | Autriche    | McLaren-Honda        | 49              |
| 6e         | Martin Brundle     | Royaume-Uni | Benetton-Ford        | 38              |
| 7e         | Jean Alesi         | France      | Ferrari              | 18              |
| 8e         | Mika Häkkinen      | Finlande    | Lotus-Ford           | 11              |
| 9e         | Andrea De Cesaris  | Italie      | Tyrrell-Ilmor        | 8               |
| 10e        | Michele Alboreto   | Italie      | Footwork-Mugen Honda | 6               |

## 1993
| Classement | Pilotes            | Pays        | Écuries          | Points inscrits |
| ---------- | ------------------ | ----------- | ---------------- | --------------- |
| 1er        | Alain Prost        | France      | Williams-Renault | 99              |
| 2e         | Ayrton Senna       | Brésil      | McLaren-Ford     | 73              |
| 3e         | Damon Hill         | Royaume-Uni | Williams-Renault | 69              |
| 4e         | Michael Schumacher | Allemagne   | Benetton-Ford    | 52              |
| 5e         | Riccardo Patrese   | Italie      | Benetton-Ford    | 20              |
| 6e         | Jean Alesi         | France      | Ferrari          | 16              |
| 7e         | Martin Brundle     | Royaume-Uni | Ligier-Renault   | 13              |
| 8e         | Gerhard Berger     | Autriche    | Ferrari          | 12              |
| 9e         | Johnny Herbert     | Royaume-Uni | Lotus-Ford       | 11              |
| 10e        | Mark Blundell      | Royaume-Uni | Ligier-Renault   | 10              |

## 1994
| Classement | Pilotes            | Pays        | Écuries          | Points inscrits |
| ---------- | ------------------ | ----------- | ---------------- | --------------- |
| 1er        | Michael Schumacher | Allemagne   | Benetton-Ford    | 92              |
| 2e         | Damon Hill         | Royaume-Uni | Williams-Renault | 91              |
| 3e         | Gerhard Berger     | Autriche    | Ferrari          | 41              |
| 4e         | Mika Häkkinen      | Finlande    | McLaren-Peugeot  | 26              |
| 5e         | Jean Alesi         | France      | Ferrari          | 24              |
| 6e         | Rubens Barrichello | Brésil      | Jordan-Hart      | 19              |
| 7e         | Martin Brundle     | Royaume-Uni | McLaren-Peugeot  | 16              |
| 8e         | David Coulthard    | Royaume-Uni | Williams-Renault | 14              |
| 9e         | Nigel Mansell      | Royaume-Uni | Williams-Renault | 13              |
| 10e        | Jos Verstappen     | Pays-Bas    | Benetton-Ford    | 10              |

## 1995
| Classement | Pilotes               | Pays        | Écuries            | Points inscrits |
| ---------- | --------------------- | ----------- | ------------------ | --------------- |
| 1er        | Michael Schumacher    | Allemagne   | Benetton-Renault   | 102             |
| 2e         | Damon Hill            | Royaume-Uni | Williams-Renault   | 69              |
| 3e         | David Coulthard       | Royaume-Uni | Williams-Renault   | 49              |
| 4e         | Johnny Herbert        | Royaume-Uni | Benetton-Renault   | 45              |
| 5e         | Jean Alesi            | France      | Ferrari            | 42              |
| 6e         | Gerhard Berger        | Autriche    | Ferrari            | 31              |
| 7e         | Mika Häkkinen         | Finlande    | McLaren-Mercedes   | 17              |
| 8e         | Olivier Panis         | France      | Ligier-Mugen Honda | 16              |
| 9e         | Heinz-Harald Frentzen | Allemagne   | Sauber-Ford        | 15              |
| 10e        | Mark Blundell         | Royaume-Uni | McLaren-Mercedes   | 13              |

## 1996
| Classement | Pilotes            | Pays        | Écuries            | Points inscrits |
| ---------- | ------------------ | ----------- | ------------------ | --------------- |
| 1er        | Damon Hill         | Royaume-Uni | Williams-Renault   | 97              |
| 2e         | Jacques Villeneuve | Canada      | Williams-Renault   | 78              |
| 3e         | Michael Schumacher | Allemagne   | Ferrari            | 59              |
| 4e         | Jean Alesi         | France      | Benetton-Renault   | 47              |
| 5e         | Mika Häkkinen      | Finlande    | McLaren-Mercedes   | 31              |
| 6e         | Gerhard Berger     | Autriche    | Benetton-Renault   | 21              |
| 7e         | David Coulthard    | Royaume-Uni | McLaren-Mercedes   | 18              |
| 8e         | Rubens Barrichello | Brésil      | Jordan-Peugeot     | 14              |
| 9e         | Olivier Panis      | France      | Ligier-Mugen Honda | 13              |
| 10e        | Eddie Irvine       | Royaume-Uni | Ferrari            | 11              |

## 1997
| Classement | Pilotes               | Pays        | Écuries           | Points inscrits |
| ---------- | --------------------- | ----------- | ----------------- | --------------- |
| 1er        | Jacques Villeneuve    | Canada      | Williams-Renault  | 81              |
| 2e         | Heinz-Harald Frentzen | Allemagne   | Williams-Renault  | 42              |
| 3e         | David Coulthard       | Royaume-Uni | McLaren-Mercedes  | 36              |
| 4e         | Jean Alesi            | France      | Benetton-Renault  | 36              |
| 5e         | Gerhard Berger        | Autriche    | Benetton-Renault  | 27              |
| 6e         | Mika Häkkinen         | Finlande    | McLaren-Mercedes  | 27              |
| 7e         | Eddie Irvine          | Royaume-Uni | Ferrari           | 24              |
| 8e         | Giancarlo Fisichella  | Italie      | Jordan-Peugeot    | 20              |
| 9e         | Olivier Panis         | France      | Prost-Mugen Honda | 16              |
| 10e        | Johnny Herbert        | Royaume-Uni | Sauber-Petronas   | 15              |

## 1998
| Classement | Pilotes               | Pays        | Écuries             | Points inscrits |
| ---------- | --------------------- | ----------- | ------------------- | --------------- |
| 1er        | Mika Häkkinen         | Finlande    | McLaren-Mercedes    | 100             |
| 2e         | Michael Schumacher    | Allemagne   | Ferrari             | 86              |
| 3e         | David Coulthard       | Royaume-Uni | McLaren-Mercedes    | 56              |
| 4e         | Eddie Irvine          | Royaume-Uni | Ferrari             | 47              |
| 5e         | Jacques Villeneuve    | Canada      | Williams-Mecachrome | 21              |
| 6e         | Damon Hill            | Royaume-Uni | Jordan-Mugen Honda  | 20              |
| 7e         | Heinz-Harald Frentzen | Allemagne   | Williams-Mecachrome | 17              |
| 8e         | Alexander Wurz        | Autriche    | Benetton-Playlife   | 17              |
| 9e         | Giancarlo Fisichella  | Italie      | Benetton-Playlife   | 16              |
| 10e        | Ralf Schumacher       | Allemagne   | Jordan-Mugen Honda  | 14              |

## 1999
| Classement | Pilotes               | Pays        | Écuries            | Points inscrits |
| ---------- | --------------------- | ----------- | ------------------ | --------------- |
| 1er        | Mika Häkkinen         | Finlande    | McLaren-Mercedes   | 76              |
| 2e         | Eddie Irvine          | Royaume-Uni | Ferrari            | 74              |
| 3e         | Heinz-Harald Frentzen | Allemagne   | Jordan-Mugen Honda | 54              |
| 4e         | David Coulthard       | Royaume-Uni | McLaren-Mercedes   | 48              |
| 5e         | Michael Schumacher    | Allemagne   | Ferrari            | 44              |
| 6e         | Ralf Schumacher       | Allemagne   | Williams-Supertec  | 35              |
| 7e         | Rubens Barrichello    | Brésil      | Stewart-Ford       | 21              |
| 8e         | Johnny Herbert        | Royaume-Uni | Stewart-Ford       | 15              |
| 9e         | Giancarlo Fisichella  | Italie      | Benetton-Playlife  | 13              |
| 10e        | Mika Salo             | Finlande    | Ferrari            | 10              |